# Domein van Clémarais
Het domein van Clémarais is een kasteelhoeve gelegen in het Belgische Aubange in de provincie Luxemburg. Het domein bestaat uit resten van een oud kasteel en een boerderij uit de negentiende eeuw omgeven door een park. Van het oude kasteel is alleen de vierkante toren, de uilentoren, over.
Op 11 april 1299 wordt Clémarais voor eerst vermeld, als een herenhuis omgeven door sloten, rivier, tuinen en boomgaarden. In 1370 werd het kasteel gebouwd door de heren van Rodange. Vanwege een zware schuldenlast verkochten ze het kasteel aan de heren van Autel. Door het huwelijk van Aleyde van Autel met Renal de Mercy werd Aubange, Obange destijds, een onafhankelijke domein. In 1422 werd Jean Mercy de eerste heer van Clémarais.
In 1670 bezette Lodewijk XIV Lotharingen en beval de ontmanteling van alle kastelen en burchten rond Longwy. Het kasteel van Clémarais werd naar alle waarschijnlijkheid afgebroken met uitzondering van de toren.
Na de dood van Hippolyte de Mathelin de Papigny in 1881 werd het domein door een erfenis in tweeën gesplitst. In 1968 kocht de gemeente Aubange een deel. De andere vleugel werd vanaf 1967 een hotel.